# 只有我不存在的城市
《只有我不存在的城市》（日語：僕だけがいない街）是日本漫畫家三部敬的日本漫畫作品，由KADOKAWA出版發行，於2012年6月4日發售的《Young Ace》2012年7月號開始連載，於2016年3月4日發售的《Young Ace》2016年4月號結束連載。
於2014年獲得「這本漫畫真厲害！」第15位，2014年「漫畫大賞」第二位，2015年「漫畫大賞」第八位。
改編同名電視動畫於2016年1月至3月在noitaminA播出，但因篇幅限制之故，部分情節與原作不同。

## 劇情簡介
2006年，身為漫畫家的藤沼悟因為現實生活不順而持續掙扎，憑著「重播」（再上映（リバイバル））的穿越時空能力，讓時間可反覆倒帶重播，藉此阻止「事件」的發生。從家鄉來訪的母親因意外目睹到18年前連環兇案犯人的真實身份，認為其出現與過去悟的同班女同學雛月加代的遇害事件有關，爾後在悟的住所遭到殺害，悟還被嫁禍成弒親兇手。這時「重播」能力的啟動，讓悟回到18年前……來到18年前2月15日的藤沼悟決定要阻止不幸事件的發生，為了雛月加代與母親他將出手改寫一切歷史……
此外另有外傳，故事描述主角藤沼悟在昏睡狀態中，以另一個視角描述的新故事，成為中學生的雛月加代和小林賢也等人的外傳故事。

## 登場人物

### 主要人物
藤沼悟（／ Fujinuma Satoru），聲優：滿島真之介（成年）／土屋太鳳（童年）；電影演員：藤原龍也（成年）／中川翼（童年）；電視劇演員：古川雄輝（成年）／内川蓮生（童年）
本作男主角。北海道出身。1977年3月2日出生，就讀市立美琴小學。2006年5月時為29歲，曾發表過作品的漫畫家，在披薩店「Oasi Pizza」打工。其人際關係較薄弱，容易把在心裡想的話順口說出。擁有「重播」的能力，能夠改變過去發生的事情。
某次在打工途中重播能力忽然啟動，為了救人而遭遇到交通意外，雖然只是輕傷，但他的母親因為擔心他而決定暫時搬過來照顧他。其後和母親前往超市購物，回程中重播的現象再次降臨到藤沼悟身上，這次他沒有發現任何特別事件。放工回到家的他，卻發現母親遇刺身亡，更被懷疑是兇手。
通常是短時間的時間跳躍，這次「重播」卻從2006年案發日回到十八年前的1988年。
在第一次時間線，被警方認為是殺害母親的兇手，其後跳回1988年開始第二次時間線，後來經歷救人失敗後返回2006年稍作停留，在被警察拘捕時與真兇視線相對，「重播」再次回到1988年開始第三次時間線。
在第三次時間線，成功阻止三名小孩被殺害，但被連續綁架殺人的真兇淹沒在冰冷的湖水中，落入長期植物人狀態，15年後甦醒（2003年8月、漫畫第33話）之後，忘記當時在湖中的記憶與殺人兇手的身分，遇到愛梨後又再昏睡一年多的時間（漫畫第36話，2005年5月11日甦醒，昏睡386天），後來和小林賢也合作取回記憶，並阻止犯人的新計畫。在事件完結後，其重播能力沒有再出現過，最後在橋下與躲雪的愛梨相遇。
動畫版中，最後成為人氣漫畫家，漫畫作品即將動畫化。因為躲雪的關係再次和愛梨在橋下相遇。
重播／重映（Revival）
悟的特殊能力，能將時間倒退（本人無法控制），回到事件尚未發生時（通常時間只會倒退幾分鐘左右，但在佐知子遭到殺害的那一次，時間卻倒退十八年左右）。
雛月加代（／ Hinazuki Kayo），聲優：悠木碧（童年和成年）；電影演員：鈴木梨央（童年）／森寬和（成年）；電視劇演員：柿原梨花（童年）／吉谷彩子（成年）
悟的小學同班同學。北海道出身。1977年3月2日出生（與悟同一天）。非常擅長黑白棋。性格封閉內向，曾寫下《只有我不在的街道》作文獨白。舊姓為高島，母親遭受父親暴力相待後離異，隨母親居住的單親家庭小孩。1988年期間經常被母親施暴，總是遍體鱗傷地被關在儲藏室。因為母親總是在假日進行毆打，因此星期一常常遲到上學。
在第一次時間線，為1988年連續誘拐殺人事件的第一位被害者。3月1日失蹤之前，當日悟放學後曾經看到雛月獨自在公園呆站的身影，卻沒有出聲叫喚她（屍體直到融雪後才被發現）。在第二次時間線，在悟第一次回到過去時與悟的關係發生改變，被悟改變自己的內心不再封閉。在3月1日到來時被悟邀請去科技館，成功渡過這一天。然而生日隔天卻失踪，屍體在儲藏室被發現，死亡時間延遲至3月3日（女兒節）。悟的第一次救援行動以失敗告終。
在第三次時間線悟從科技館那裡開始行動，成功把雛月安頓在隱密處，並聯同佐知子和八代等使雛月之母失去撫養權。之後雛月與外祖母生活在一起，經八代努力下回到班級繼續上課，成為悟的朋友們一份子，不再孤單一人。
15年前藤沼悟不僅成功改寫雛月加代原本被謀殺的命運，更幫助加代從家暴的陰影走出來，稱悟為其心目中的英雄。15年後當悟甦醒時，已和杉田廣美結婚，帶著孩子未来（Mirai）前來探望復康中的悟。
外傳故事中描寫悟出事後，升上國中的雛月加代，奔走醫院協助藤沼佐知子照料悟的片段。
片桐愛梨（／ Katagiri Airi），聲優：赤崎千夏；電影演員：有村架純；電視劇演員：優希美青
悟在2006年時的披薩店同事，是一名女高中生。性格開朗大方，對於認定的事情毫不扭捏勇往直前，是個散發太陽般溫暖的女孩。夢想是帶著一台照相機環遊世界。愛梨的熱情和存在深深感染悟，對悟的記憶起極關鍵的作用，因為她的信念，推動著悟一次又一次地面對命運的挑戰。
在第一次時間線，當時對於心思冷漠的悟，愛梨卻直爽地稱呼他為「尊敬的朋友」而進一步認識。雖與悟相差12歲，仍令悟的母親認為「有機會」。在第二次時間線，堅信悟並非弒母兇手，並幫其躲避警察追捕。因此她被真兇到住所縱火而陷入昏迷，還好被悟和高橋救出。住醫院期間被警方監視保護，故拜託母親（聲優：中根久美子）偽裝成她，並逃出醫院與悟會面，並提供兇手可能是西園的情報。之後因為警方暗中跟蹤自己而使悟被逮捕。
在第三次時間線，由於悟回到過去改變歷史，悟昏迷15年後在醫院遇見的愛梨並不認識他。在悟改變的未來，因看不慣偷拍甦醒的悟及企圖亂編新聞的記者，而搶走記者的相機使底片曝光並大打出手。繼而與悟相見，悟也因為愛梨才恢復記憶（動畫是在雛月加代探望時恢復記憶）。最後故事結尾以躲雪為由而遇見悟。
動畫版中刪除愛梨在第三次時間線的劇情（搶走記者相機的人變更為八代學），但故事結尾一樣與悟在大雪的橋下重聚。外傳故事中描寫愛梨在第三次時間線的劇情，是一名攝影師，並且解釋愛梨並不是單純躲雪才遇見悟，其實是因為面對挫折後想要重新開始及轉換心情，故此決定不管接下來遇到誰，都要笑著向前搭話。
藤沼佐知子（／ Fujinuma Sachiko），聲優：高山南；電影演員：石田百合子；電視劇演員：黑谷友香
悟的母親。52歳（2006年5月）。獨自一人把悟從小養大，煮咖哩超級好吃。洞察力高，讀心術一般的發言令她常被悟形容為「妖怪」。在悟的救援行動中不時充當協助的角色。本是石狩電視台報導部的電視播音員。
在第一次和二次時間線都因為目擊誘拐未遂現場以及找到兇手的線索慘遭殺害。在第三次的時間線，因為悟改變歷史所以並沒有被殺。在病房細心照顧悟長達15年，在悟又陷入昏迷後再度照料一年。是悟最為感謝的人。最終回中，可以得知在悟成為漫畫家後，依然與其一起生活。
八代學（／ Yashiro Gaku），聲優：宮本充；電影演員：及川光博；電視劇演員：戶次重幸
悟在1988年時的小學班級導師。觀察力敏銳、具口才、聰明並有自己一套做人道理。悟曾將父親的形象投射在八代身上。曾經於愛情上碰壁；戒煙後心癮起時要吃糖果減壓，是以車子裡總有一大堆糖果。
在第一次時間線，八代在小學畢業致詞中，曾以一段「人總會有不足，把這些不足填好就是人生」的話，一直記在悟的心裡。在第二次時間線中揭露，他很早已洞悉雛月受到虐待，並已通知相關部門。
在第三次時間線中因為悟的行動，與佐知子聯手使雛月遠離家暴，在他努力下雛月回到原校。在悟遇害後仍密切關注著他，其甦醒後在公園吊橋中再次見面。動畫版中則代替愛梨阻止並喝斥偷拍甦醒的悟的記者而與悟相見。
後成為議會議員並改名為西園學（聲優：大泉一平），和高橋店長家中關係頗好。在改变后的未来利用自己议员的身份一直密切关注着沉睡的悟。
事件真兇。猜到悟已恢復記憶，故意帶他去頂樓威脅悟為什麼知道他的計畫。在悟道出“他活著是自己生存意義”，在悟跳樓下後才發現圈套，於眾人面前承認是兇手的事。
小林賢也（／ Kobayashi Ken'ya），聲優：大地葉（童年）／柄本佑（成年）；電影演員：福士誠治（成年）；電視劇演員：小田陽翔（童年）／白洲迅（成年）
悟在1988年時的小學同學兼好友，同為秘密基地的伙伴。喜歡踢足球，是個觀察力敏銳的男孩。
由於石狩電視台引發的事件的報導限制，看出擁有大人意識的悟的變化，而被悟付諸行動的勇氣深深感動。在第二次時間線，發現悟非常在意雛月，也注意到雛月身上的瘀青以及相當於求救信的作文，有份策劃驚喜生日派對。
在第三次時間線，被悟極力想保護雛月的決心感動，加入悟的救援行動，阻止悟對雛月母親的襲擊，協助悟阻止雛月加代、中西、杉田的死亡。推崇悟是他心目中的英雄。15年後成為律師，仔細記錄著悟昏迷後事件的後續，並持續追查真正的綁架犯。

### 其他人物
白鳥潤（／ Shiratori Jun），聲優：水島大宙；電影演員：林遣都；電視劇演員：矢野聖人
悟在1988年時認識的青年。個性十分溫柔體貼，但有些口吃，擅長剪紙工藝。口頭禪是“拿出勇氣”，因而被悟稱作「勇氣先生」。
被警方認為是連續兒童殺人案兇手。一直不認罪，然而還是被判處死刑。在第三次的時間線，因為悟暗中的行動而得到不在場證明，因此沒被逮捕。15年後因為工作移居東南亞一帶，與當地女子結婚生子，並在那裡成家，繼承父親清一郎（聲優：手塚秀彰）「白鳥食品」之業。
杉田廣美（／ Sugita Hiromi），聲優：鬼頭明里（童年）／田丸篤志（成年）；電視劇演員：城桧吏（童年）／溝口琢矢（成年）
悟在1988年時的小學同學兼好友，同為秘密基地的伙伴，喜歡遊戲《太空戰士》，外表像女孩子。為1988年連續誘拐殺人事件的第三名受害者。
在第一次時間線兇手為嫁禍兇手混淆警察的偵查方向而殺害外貌像女孩子的廣美，用以使警察誤以為凶手不知道廣美是男的。在第三次時間線成功被藤沼悟解救。15年後成為實習醫生，和雛月加代結婚並育有一子。
和（ Kazu），聲優：菊池幸利；電視劇演員：三澤拓冬
悟在1988年時的小學同學兼好友，同為秘密基地的伙伴，喜歡射擊遊戲。在第三次時間線，在悟等人向中西彩搭話都失敗的情況下，以其男子氣概吸引到中西彩到基地，在誤打誤撞的情況下使她避開真兇的魔爪。
修（ Osamu），聲優：七瀨彩夏；電視劇演員：福田徠冴
悟在1988年時的小學同學兼好友，同為秘密基地的伙伴，喜歡玩遊戲《勇者鬥惡龍》。在漫畫和動畫中的造型不盡相同，但都是貪吃鬼。
柳原美里（／ Yanagihara Misato），聲優：木野日菜
悟在1988年時的小學同學，坐在悟的隔離。在第三次的時間線中，真兇原本盯上加代、中西和廣美，在悟的努力下被迫放棄計畫。悟推測真兇可能會尋找替代人選下手。美里曾因先前第二次時間線發生的餐費竊盜事件，被誤會成小偷開始被孤立，這成為真兇誘騙悟的契機。
動畫版中因為悟是為救成為真兇目標的自己而陷入昏迷而發起救助悟的籌款。漫畫裡募捐是由基地的成員們主導的，外傳中則提及確實由美里提出此議，並挺身參與募款活動。
濱田光一（／ Hamada），聲優：吉田麻實
悟在1988年時的小學同學，為冰球隊好手，為校隊主力。頗受女同學歡迎。體育課時溜冰比賽被分到與悟同組，對於悟在最後衝線突然收慢讓自己勝出的放水舉動不諒解，並為此揪住悟的衣領表達憤怒。
中西彩（／ Nakanishi Aya），聲優：金子彩花；電視劇演員：髙木彩那
悟在1988年時鄰鎮小學的朋友，因為要上補習班無法與同學玩而為之苦惱，放學後常獨自坐在秘密基地河堤對面的涼亭等待補習班上課，白鳥潤偶爾會與之搭話聊天。動畫與漫畫的外表大不相同。在第一次時間線與第二次時間線，都為1988年連續誘拐殺人事件的第二位受害者。
在第三次時間線，在悟等人的努力下，與悟一行人成為朋友而不再成為真兇的殺害目標，因為和的一席話而對和有好感。
雛月明美（／ Hinazuki Akemi），聲優：岡村明美；電影演員：安藤玉惠；電視劇演員：江口德子
雛月加代的母親。因為長期被丈夫家暴而帶著加代離婚。但在離婚後反從受害者變加害者，在1988年時長期虐待自己的女兒。在第三次時間線中，被悟、佐知子、八代等人阻止暴力行徑，最終八代帶她的母親來跟她道歉而投案自首，並被褫奪監護權交由雛月祖母（聲優：高橋博子）領養。
高橋店長（／），聲優：竹内榮治；電影演員：高橋努；電視劇演員：今野浩喜
悟在2006年時打工的披薩店「Oasi Pizza」店長。在第二次時間線，因擔心愛梨被“殺母嫌疑犯”悟傷害，試圖報警卻被愛梨阻止並痛斥，後在從火災中與悟救出愛梨並隱瞞悟的行蹤。在第三次時間線中，改變後的未來的他並不認識悟，騎著送外賣的機車與悟擦肩而過。
澤田真（／ Sawada），聲優：大川透；電影演員：杉本哲太；電視劇演員：真島秀和
藤沼佐知子在石狩電視台報導部的同事，曾與小時候的悟見過幾次面。在第二次時間線中，悟第一次拯救加代失敗後的未來世界中選擇相信悟，並告訴悟他的母親是因為發現真兇真實身份而被滅口。在第三次時間線中，在悟成功改變未來後與賢也一同追查這一系列連續殺人案的真兇。
北村醫生（／ Kimura），聲優：濱田賢二
在第三次時間線中是悟的主治醫生，認為悟的甦醒以及快速復健可以稱之為奇蹟，同時也對悟提到奇蹟與人的意志相關。是個不願拿患者當小白鼠的好醫生，對藤沼佐知子烹調的咖喱讚譽有加。
北丸久美（／ Kitamaru Kumi），聲優：宇山玲加
在第三次時間線中和悟住在同一間醫院的病人。因患有白血病，因其姊捐贈的骨髓而得到治療。與悟及佐知子的感情不錯，對悟似乎有些微的憧憬之情，後來被真兇盯上，誘以逼迫悟與自己對抗。

## 出版書籍

### 漫畫
| 冊數 | 角川書店       | 角川書店               | 四季出版       | 四季出版               |
| 冊數 | 發售日期       | ISBN                   | 發售日期       | ISBN                   |
| ---- | -------------- | ---------------------- | -------------- | ---------------------- |
| 1    | 2013年1月25日  | ISBN 978-4-04-120557-0 | 2014年10月18日 | ISBN 978-986-9021-25-8 |
| 2    | 2013年5月31日  | ISBN 978-4-04-120701-7 | 2014年12月4日  | ISBN 978-986-5686-23-9 |
| 3    | 2013年12月4日  | ISBN 978-4-04-120911-0 | 2015年6月25日  | ISBN 978-986-5686-43-7 |
| 4    | 2014年6月2日   | ISBN 978-4-04-120911-0 | 2015年8月12日  | ISBN 978-986-5686-51-2 |
| 5    | 2014年12月26日 | ISBN 978-4-04-101743-2 | 2015年10月8日  | ISBN 978-986-5686-62-8 |
| 6    | 2015年7月4日   | ISBN 978-4-04-103134-6 | 2016年1月6日   | ISBN 978-986-5686-81-9 |
| 7    | 2015年12月26日 | ISBN 978-4-04-103675-4 | 2016年3月17日  | ISBN 978-986-5686-97-0 |
| 8    | 2016年5月2日   | ISBN 978-4-04-103915-1 | 2016年8月25日  | ISBN 978-986-9312-64-6 |
| 9    | 2017年2月4日   | ISBN 978-4-04-104879-5 | 2017年12月7日  | ISBN 978-986-9547-53-6 |

### 小說
『只有我不存在的城市 Another Record』
作者為一肇，本書插畫由原作者負責。於KADOKAWA的電子書籍雜誌《文藝KADOKAWA》2015年11月號到2016年3月號期間進行連載。
| 冊數 | 角川書店      | 角川書店               | 四季出版      | 四季出版               |
| 冊數 | 發售日期      | ISBN                   | 發售日期      | ISBN                   |
| ---- | ------------- | ---------------------- | ------------- | ---------------------- |
| 全   | 2016年3月24日 | ISBN 978-4-04-103383-8 | 2017年3月15日 | ISBN 978-986-934-016-8 |

## 電視動畫

### 製作團隊
- 原作：三部敬
- 監督：伊藤智彦
- 系列構成：岸本卓
- 腳本：岸本卓、安永豐
- 人物設計：佐佐木啓悟
- 色彩設計：佐佐木梓
- 美術監督：佐藤勝
- 美術設定：長谷川弘行
- 攝影監督：青嶋俊明
- CG監督：那須信司
- 編輯：西山茂
- 音樂：梶浦由記
- 音響監督：岩浪美和
- 動畫製作：A-1 Pictures
- 製作：動畫「僕街」製作委員會

### 主題曲
片頭曲「Re：Re：」
作詞：後藤正文，作曲：後藤正文、山田貴洋，編曲/主唱：ASIAN KUNG-FU GENERATION
片尾曲
作詞/作曲：梶浦由記，編曲：江口亮，主唱：Sayuri

### 各話列表
| 話數   | 日文標題 | 中文標題 | 劇本   | 分鏡     | 演出     | 作畫監督                                                 |
| ------ | -------- | -------- | ------ | -------- | -------- | -------------------------------------------------------- |
| 第1話  |          | 走馬燈   | 岸本卓 | 伊藤智彥 | 伊藤智彥 | 佐佐木啓悟                                               |
| 第2話  |          | 手掌     | 岸本卓 | 石井俊匡 | 石井俊匡 | 伊藤公規                                                 |
| 第3話  |          | 瘀青     | 安永豐 | 鹿間貴裕 | 鹿間貴裕 | 鹿間貴裕                                                 |
| 第4話  |          | 達成     | 岸本卓 | 綿田慎也 | 綿田慎也 | 橫田匡史                                                 |
| 第5話  |          | 逃亡     | 安永豐 | 平川哲生 | 星野真   | 新井博慧                                                 |
| 第6話  |          | 死神     | 岸本卓 | 森大貴   | 森大貴   | 山名秀和                                                 |
| 第7話  |          | 暴走     | 安永豐 | 江崎慎平 | 石井俊匡 | 小野田貴之                                               |
| 第8話  |          | 螺旋     | 安永豐 |          |          | 古住千秋                                                 |
| 第9話  |          | 終幕     | 岸本卓 | 伊藤智彥 | 伊藤智彥 | 佐佐木啓悟、橫田匡史 山名秀和、戶谷賢都 秋月彩、古住千秋 |
| 第10話 |          | 歡喜     | 岸本卓 | 鹿間貴裕 | 鹿間貴裕 | 前田學史                                                 |
| 第11話 |          | 未來     | 岸本卓 | 江崎慎平 | 星野真   | 伊藤公規、杉崎由佳                                       |
| 第12話 |          | 寶物     | 岸本卓 | 石井俊匡 | 石井俊匡 | 佐佐木啓悟、橫田匡史                                     |

### 播放電視台
| 播放日期                | 播放時間           | 播放電視台       | 播放地區       | 備註                              |
| ----------------------- | ------------------ | ---------------- | -------------- | --------------------------------- |
| 2016年1月8日 - 3月25日  | 星期五 0:55 - 1:25 | 富士電視台       | 關東廣域圈     | 參與製作委員會                    |
|                         |                    | 岩手可愛電視台   | 岩手縣         |                                   |
|                         |                    | 櫻桃電視台       | 山形縣         |                                   |
|                         | 星期五 1:00 - 1:30 | 愛媛電視台       | 愛媛縣         |                                   |
|                         | 星期五 1:20 - 1:50 | 秋田電視台       | 秋田縣         |                                   |
|                         | 星期五 1:35 - 2:05 | 靜岡電視台       | 靜岡縣         |                                   |
|                         | 星期五 1:45 - 2:15 | 新潟綜合電視台   | 新潟縣         |                                   |
|                         |                    | 熊本電視台       | 熊本縣         |                                   |
|                         | 星期五 1:55 - 2:25 | 福島電視台       | 福島縣         |                                   |
|                         |                    | 關西電視台       | 近畿廣域圈     | 參與製作委員會                    |
|                         |                    | 西日本電視台     | 福岡縣         |                                   |
|                         | 星期五 2:00 - 2:30 | 新廣島電視台     | 廣島縣         |                                   |
|                         | 星期五 2:05 - 2:35 | 仙台放送         | 宮城縣         |                                   |
|                         |                    | 鹿兒島電視台     | 鹿兒島縣       |                                   |
|                         | 星期五 2:15 - 2:45 | 東海電視台       | 中京廣域圈     |                                   |
| 2016年1月9日 - 3月26日  | 星期六 0:40 - 1:10 | 佐賀電視台       | 佐賀縣         |                                   |
| 2016年1月11日 - 4月4日  | 星期一 1:00 - 1:30 | 北海道文化放送   | 北海道         | 作品舞台 / 第11話、第12話連續放映 |
| 2016年1月23日 - 4月9日  | 星期六 1:50 - 2:20 | 岡山放送         | 岡山縣、香川縣 |                                   |
| 2016年1月27日 - 4月13日 | 星期三 1:55 - 2:25 | 長野放送         | 長野縣         |                                   |
| 2016年4月5日 - 6月21日  | 星期二 1:25 - 1:55 | 山陰中央電視台   | 鳥取縣、島根縣 |                                   |
| 2017年4月12日 - 6月28日 | 星期四 1:55 - 2:25 | 高知SunSun電視台 | 高知縣         |                                   |

| 配信日期                           | 配信時間            | 配信網站 | 備註     | 2016年1月8日 -                       |
| ---------------------------------- | ------------------- | -------- | -------- | ------------------------------------ |
| 星期五 12:00 更新                  | 富士電視台on demand |          |          |                                      |
| d動畫商城                          |                     |          |          | GYAO!                                |
| 當初全話須付費、1月28日起第1話免費 | 2016年1月15日 -     |          | 萬代頻道 | 全話須付費、第1話、第2話同時配信開始 |

#### 日本國外
| 靖天日本台 星期一~五21:00-22:00 節目 | 靖天日本台 星期一~五21:00-22:00 節目               | 靖天日本台 星期一~五21:00-22:00 節目 |
| ------------------------------------ | -------------------------------------------------- | ------------------------------------ |
|                                      | 只有我不存在的城市 （2020年3月12日-2020年3月26日） |                                      |
| 男子啦啦隊！！                       | 萌獸寵物店                                         |                                      |

| 靖天日本台 星期一~五21:00-22:00 節目 | 靖天日本台 星期一~五21:00-22:00 節目                | 靖天日本台 星期一~五21:00-22:00 節目 |
| ------------------------------------ | --------------------------------------------------- | ------------------------------------ |
|                                      | 只有我不存在的城市 （2019年11月21日-2019年12月6日） |                                      |
| 鬼燈的冷徹第二季                     | 時間支配者                                          |                                      |

### BD／DVD
| 卷數 | 發售日期      | 收錄話數      | 規格產品編號  | 規格產品編號  |
| 卷數 | 發售日期      | 收錄話數      | BD            | DVD           |
| ---- | ------------- | ------------- | ------------- | ------------- |
| 上   | 2016年3月23日 | 第1話～第6話  | ANZX-12041～4 | ANZB-12041～4 |
| 下   | 2016年6月22日 | 第7話～第12話 | ANZX-12045～8 | ANZB-12045～8 |

## 電影
於2016年3月19日上映。
演員
- 藤沼悟 - 藤原龍也（少年期：中川翼[13]）
- 片桐愛梨 - 有村架純
- 雛月加代 - 鈴木梨央[13]（成人期：森寬和）
- 白鳥潤 - 林遣都[13]
- 雛月明美 - 安藤玉惠
- 須藤 - 淵上泰史
- 高橋店長 - 高橋努
- 八代学 - 及川光博
- 小林賢也 - 福士誠治[13]
- 澤田真 - 杉本哲太[13]
- 藤沼佐知子 - 石田百合子

製作
- 原作 - 三部敬「僕だけがいない街」
- 監督 - 平川雄一朗
- 脚本 - 後藤法子
- 音楽 - 林有樹
- 製片 - 春名慶、丸田順悟、内山雅博
- 攝影 - 斑目重友
- 美術 - 樫山智恵子
- 照明 - 池田順一
- 録音 - 豊田真一
- 編集 - 坂東直哉
- 装飾 - 秋田谷宣博
- 記錄 - 小宮尚子
- 助監督 - 吉村達矢
- 配給 - 日本華納家庭娛樂
- 製片商 - Office Crescendo Inc.
- 製作 - 映画「僕だけがいない街」製作委員会

## 電視劇
2017年12月15日於世界190國的Netflix同步更新。
演員
- 藤沼悟 - 古川雄輝[14]（少年期：内川蓮生[14]）
- 片桐愛梨 - 優希美青[14]
- 小林賢也 - 白洲迅[14]（少年期：小田陽翔）
- 雛月加代 - 柿原梨花[14]（成人期：吉谷彩子）
- 白鳥潤 - 矢野聖人
- 高橋店長 - 今野浩喜
- 杉田広美 - 城桧吏（成人期：溝口琢矢）
- 阿和 - 三澤拓冬
- 阿修 - 福田徠冴
- 中西彩 - 髙木彩那
- 雛月明美 - 江口典子[14]
- 澤田真 - 真島秀和[14]
- 八代学 - 戶次重幸[14]
- 藤沼佐知子 - 黑谷友香[14]

製作
- 原作：三部敬「只有我不存在的城市」
- 監督：下山天[14]
- 編劇 - 大久保ともみ
- 音樂 - 吉川清之
- 主題歌 - 彼女 IN THE DISPLAY「アカネ-ドラマver.-」
- 制作生產 - Cocoon
- 制作 - 關西電視台
- 製作 - ドラマ「只有我不存在的城市」製作委員会（關西電視放送、KADOKAWA）
- 製作提携 - Netflix

## 外部連結
- 漫畫
  - 三部敬《只有我不存在的城市》官方網站 | KADOKAWA （页面存档备份，存于）（日語）
- 電視動畫
  - 電視動畫《只有我不存在的城市》官方網站 （页面存档备份，存于）（日語）
  - 電視動畫《只有我不存在的城市》官方的X（前Twitter）（日語）
- 電影
  - 電影《只有我不存在的城市》官方網站（页面存档备份，存于）（日語）
  - 電影《只有我不存在的城市》官方的X（前Twitter）（日語）